# نوی‌مارک

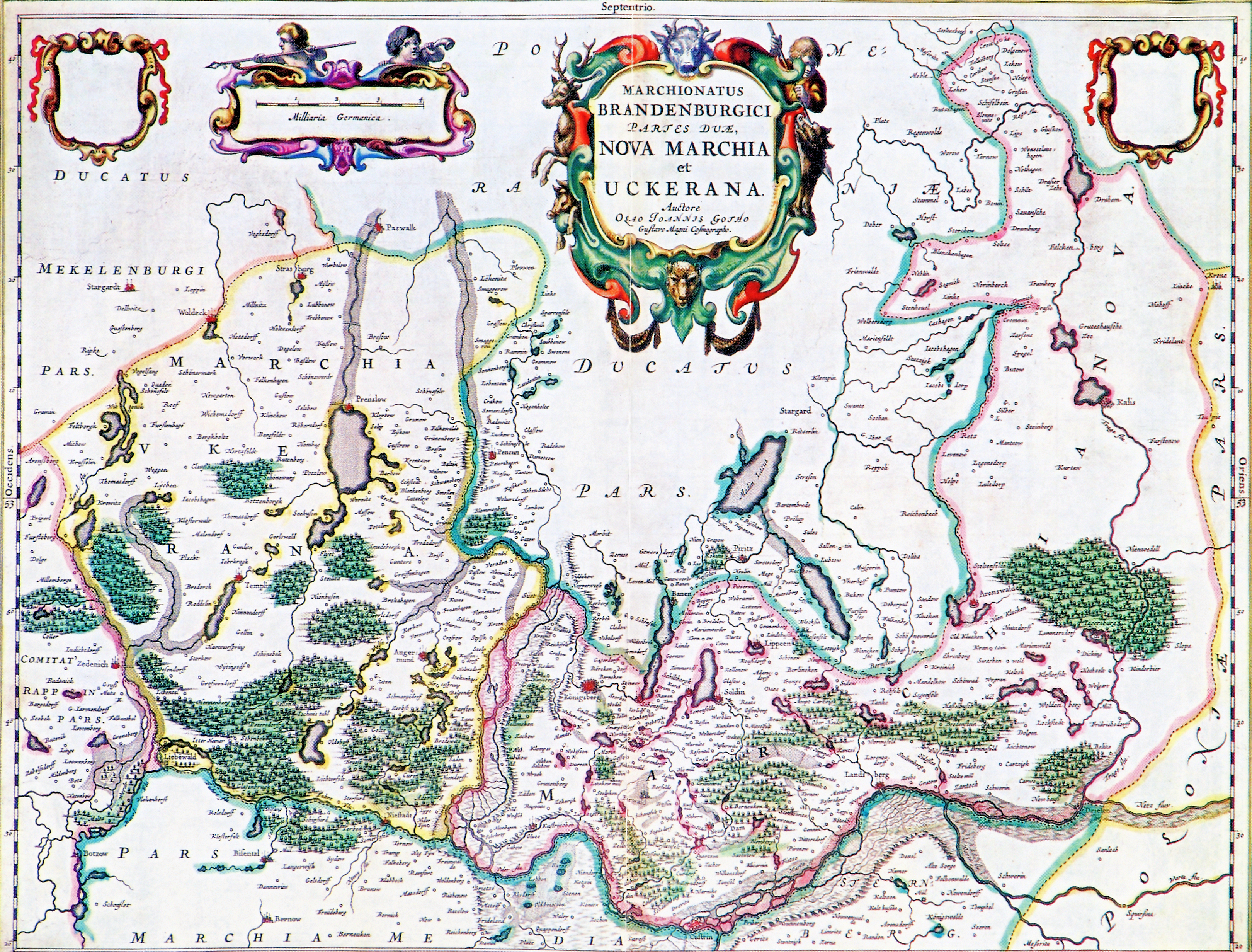
نقشه‌ای از نوی‌مارک مربوط به ۱۶۶۲

نوی‌مارک یا مارکِ نو (به آلمانی:Neumark، لهستانی:Nowa Marchia)یا براندنبورگ خاوری(به آلمانی: Ostbrandenburg) منطقه‌ای بوده‌است در استان براندنبورگ پروس و در خاور رود اودر که از سال ۱۹۴۵ بخشی از خاک لهستان است.
در سده‌های میانه اینجا سرزمین لوبوش خوانده‌شده و بخشی از خاک لهستان بود. از میانهٔ سدهٔ سیزدهم میلادی این سرزمین بخش مرزی آلمان بود. از ۱۵۳۵ تا ۱۵۷۱ میلادی این سرزمین براندنبورگ-کوسترین(به آلمانی: Brandenburg-Küstrin) خوانده می‌شد و در امپراتوری مقدس روم ایالتی مستقل بود. در آغاز سدهٔ ۱۸ اینجا به پادشاهی پروس پیوست و از ۱۸۷۱ بخشی از خاک امپراتوری آلمان شد. پس از جنگ جهانی یکم آلمانی‌نژادان نوی‌مارک در جمهوری وایمار باقی ماندند.
پس از جنگ جهانی دوم و کنفرانس پوتسدام بیشتر خاک نوی‌مارک به لهستان واگذار شد و لهستانی‌ها نیز به تعداد زیاد در زیست‌گاه‌های آلمانی‌های رانده شده از این سرزمین جاگیر شدند. بیشتر خاک نوی‌مارک بخشی از استان لوبوش لهستان شد و شهرهای شمال آن نیز ضمیمهٔ استان پومرانی باختری گردید. مناطق اطراف کتبوس نیز نخست به آلمان شرقی و پس از اتحاد آلمان به خاک آلمان یگانه پیوشت.